# Adekar
Adekar (în arabă اذكار) este o comună din provincia Béjaïa, Algeria.
Populația comunei este de 13.067 de locuitori (2008).